# Erehof Vollenhove
Erehof Vollenhove is gelegen op de algemene begraafplaats van Vollenhove in de Nederlandse provincie Overijssel. Deze Gemenebestoorlogsgraven liggen ongeveer in het midden op de begraafplaats. Het erehof bestaat uit 12 stenen met daarop de volgende namen:
| Naam                  | Functie                      | Onderdeel                   | Squadron          | Overleden  | Leeftijd |
| --------------------- | ---------------------------- | --------------------------- | ----------------- | ---------- | -------- |
| Kenneth Richard Ball  | Navigator                    | Royal Air Force             | 156 Sq            | 30-01-1944 | 30       |
| Alan Dennis Bond      | Waarnemer                    | Royal Air Force Volunteer   | 420 (R.C.A.F.) Sq | 03-07-1942 | 30       |
| Albert Edward Cowell  | Boordwerktuigkundige         | Royal Air Force Volunteer   | 463 (R.A.A.F.) Sq | 03-01-1944 | 20       |
| Jack Edward Gibbs     | Radio-operator/boordschutter | Royal Canadian Air Force    | 420 Sq            | 03-07-1942 | 19       |
| Colin Hemingway       | Sergeant                     | Royal Australian Air Force  | 463 (R.A.A.F.) Sq | 03-01-1944 | 25       |
| Albert Eric Lloyd     | Boordschutter                | Royal Air Force Volunteer   | 90 Sq             | 24-08-1943 | 22       |
| Francis Noel Looney   | Sergeant                     | Royal Australian Air Force  | 463 (R.A.A.F.) Sq | 03-01-1944 | 20       |
| George Albert Race    | Boordschutter                | Royal Air Force Volunteer   | 156 Sq            | 30-01-1944 | 22       |
| John Edward Rule      | Piloot                       | Royal New Zealand Air Force | 156 Sq            | 30-01-1944 | 28       |
| Edward Arthur Shorter | Boordwerktuigkundige         | Royal Air Force Volunteer   | 156 Sq            | 30-01-1944 | 21       |
| John Johnstone Sloan  | Boordschutter                | Royal Air Force Volunteer   | 156 Sq            | 30-01-1944 | 22       |
| Jack Weatherill       | Piloot                       | Royal Australian Air Force  | 463 (R.A.A.F.) Sq | 3-01-1944  | 20       |

## Geschiedenis
Op 3 juli 1942 werd een Handley Handley Page Hampden MK I, de P5332 van het 420e Squadron, neergeschoten door een nachtjager van de vliegbasis Leeuwarden en stortte om 01.40 uur in het Zwartemeer bij de ingang van het Ganzendiep. De vier bemanningsleden kwamen daarbij om het leven. De lichamen van de bemanningsleden werden gevonden in het Ganzendiep. Twee bemanningsleden werden begraven op dit erehof. De andere twee bemanningsleden zijn:
| T.E. Crothers | Radio-operator/boordschutter | Royal Canadian Air Force | 32 | Erehof Oud-Leusden |
| C.G. Wilde    | Piloot                       | Royal Canadian Air Force | 22 | Erehof Oud-Leusden |

Op 24 augustus 1943 was een Short Stirling MK III, de EH 937 van het 90e Squadron, op missie naar Berlijn. Door onbekende oorzaak stortte het toestel op 15 kilometer uit de kust van Marken in het IJsselmeer. De zeven bemanningsleden kwamen daarbij om het leven. Het stoffelijk overschot van de boordschutter A.E. Lloyd werd gevonden door vissers uit Vollenhove en begraven op dit erehof. De overige bemanningsleden:
| C.J. Purcell  | Navigator            | Royal Air Force Volunteer Reserve | 20 | Erehof Oud-Leusden |
| G.C. Jeffreys | boordschutter        | Royal Air Force Volunteer Reserve | 22 | Erehof Oud-Leusden |
| K.W. Longmore | Piloot               | Royal Australian Air Force        | 25 | Vermist            |
| L.M. Stormer  | Bommenrichter        | Royal Canadian Air Force          | 23 | Vermist            |
| R.L. Jones    | Boordwerktuigkundige | Royal Air Force Volunteer Reserve | 22 | Vermist            |
| V.A. Weaver   | Radio-operator       | Royal Air Force Volunteer Reserve | 26 | Vermist            |

De vermisten worden herdacht op het Runnymede Memorial.
Op 2 januari 1944 was een Lancaster-bommenwerper, de JA 902 van het 463e Squadron, op missie richting Berlijn. Op de heenweg werd het vliegtuig beschoten en het stortte op 3 januari 1944 neer in de Noordoostpolder. Alle zeven bemanningsleden kwamen daarbij om het leven. J. Weatherill, F. Looney, A. Cowell en C. Hemmingway liggen begraven op dit erehof. De overige bemanningsleden:
| J.W. Gage    | Navigator                    | Royal Air Force Volunteer Reserve | 24 | Vermist |
| W.D. Toohey  | Radio-operator/boordschutter | Royal Australian Air Force        | 22 | Vermist |
| P.L. Symonds | Boordschutter                | Royal Australian Air Force        | 22 | Vermist |

De vermisten worden herdacht op het Runnymede Memorial. Op de plaats waar het vliegtuig neerstortte, staat een herdenkingskruis.
Op 30 januari 1944 vertrok een Lancaster-bommenwerper, de JA 702 van het 156e Squadron voor een aanval op Berlijn. Op de terugweg kwam het vliegtuig in problemen en het stortte neer in het IJsselmeer op de plek waar nu Marknesse ligt, om precies te zijn op de Oosterringweg ter hoogte van huisnummer 3. In 1973 werden er nog brokstukken gevonden. Van de bemanning, bestaande uit 7 leden, overleefden 2 de crash. Zij werden in België krijgsgevangen gemaakt. De overige leden, te weten K.R. Ball, G.A. Race, J.E. Rule, J.J. Sloan en E.A. Shorter, overleefden de crash niet en werden begraven op dit erehof.